# تاتوان
تاتوان (بالكردية: Tetwan) أو تاتفان (بالتركية: Tatvan)(بالأرمنية: Դատվան، Datvan) مدينة على الساحل الغربي من بحيرة وان. وتعتبر المدينة الرئيسية في منطقة تاتوان ضمن مقاطعة بدليس في شرق تركيا، ويبلغ عدد سكانها حوالي 96،000 نسمة. العمدة الحالي هو محمد أمين جيلاني (حزب العدالة والتنمية).

## المواصلات
محطة سكة حديد Tatvan Pier، وهي المحطة الشرقية لخط السكة الحديد بين أنقرة وطهران، مع قطارات الشحن والركاب. وهي متصلة شرقًا بـ وان 100 كم، وغربًا إلى بقية تركيا، عبر طريق الدولة D300. هناك أيضًا عبارة قطار عبر بحيرة فان. رُقيت العبارة في عام 2015.
لا توجد سكة حديدية حول البحيرة إلى فان؛ من المقرر في النهاية بناء واحدة ولكن حتى الآن لا توجد خطط. سيؤدي هذا في الواقع إلى إنشاء خط سكة حديد غير منقطع بين أوروبا وشبه القارة الهندية ، حيث أن فان هي فعليًا المحطة الغربية لشبكة السكك الحديدية الإيرانية.
توجد محطة حافلات على بعد 500 متر من محطة القطار.

## المناخ
| البيانات المناخية لـ{{{location}}} | البيانات المناخية لـ{{{location}}} | البيانات المناخية لـ{{{location}}} | البيانات المناخية لـ{{{location}}} | البيانات المناخية لـ{{{location}}} | البيانات المناخية لـ{{{location}}} | البيانات المناخية لـ{{{location}}} | البيانات المناخية لـ{{{location}}} | البيانات المناخية لـ{{{location}}} | البيانات المناخية لـ{{{location}}} | البيانات المناخية لـ{{{location}}} | البيانات المناخية لـ{{{location}}} | البيانات المناخية لـ{{{location}}} | البيانات المناخية لـ{{{location}}} |
| الشهر                              | يناير                              | فبراير                             | مارس                               | أبريل                              | مايو                               | يونيو                              | يوليو                              | أغسطس                              | سبتمبر                             | أكتوبر                             | نوفمبر                             | ديسمبر                             | المعدل السنوي                      |
| ---------------------------------- | ---------------------------------- | ---------------------------------- | ---------------------------------- | ---------------------------------- | ---------------------------------- | ---------------------------------- | ---------------------------------- | ---------------------------------- | ---------------------------------- | ---------------------------------- | ---------------------------------- | ---------------------------------- | ---------------------------------- |
| [بحاجة لمصدر]                      |                                    |                                    |                                    |                                    |                                    |                                    |                                    |                                    |                                    |                                    |                                    |                                    |                                    |